# Représentations diplomatiques du Tchad

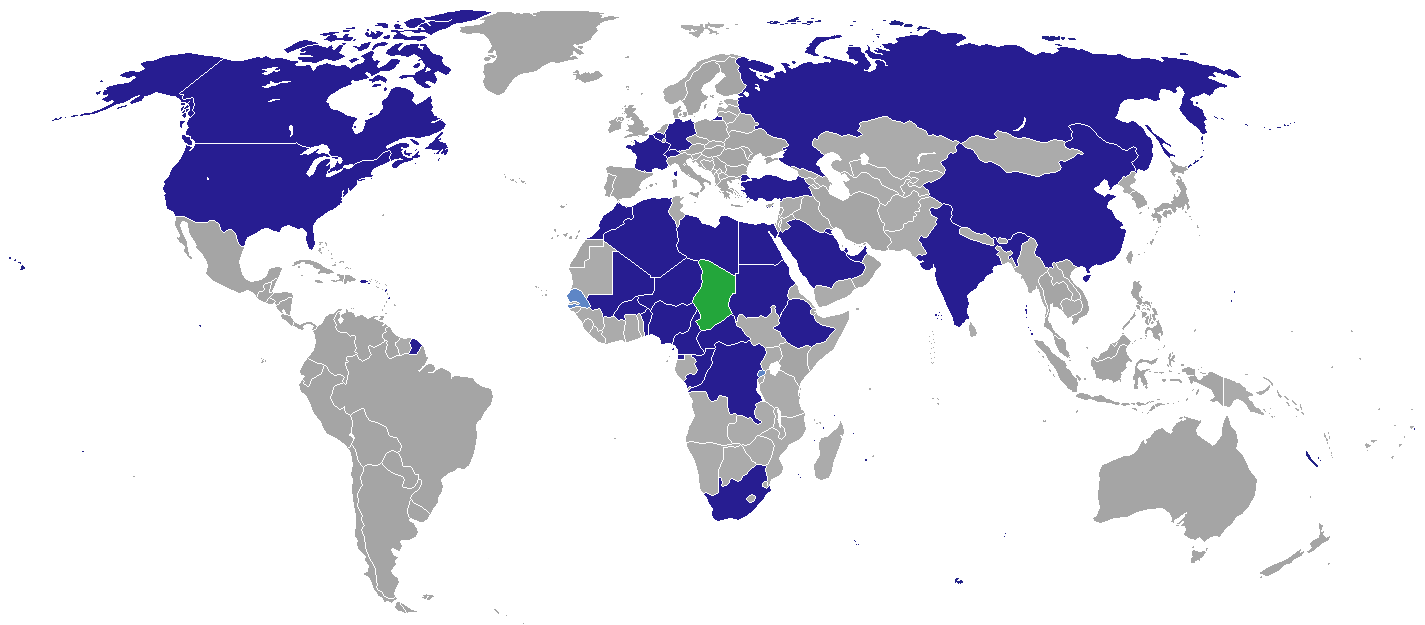
Missions diplomatiques du Tchad.

Cet article liste les représentations diplomatiques du Tchad à l'étranger, en excluant les consulats honoraires.

## Afrique
- Afrique du Sud
  - Pretoria (ambassade)
- Algérie
  - Alger (ambassade)
- Bénin
  - Cotonou (consulat)
- Burkina Faso
  - Ouagadougou (ambassade)
- Cameroun
  - Yaoundé (ambassade)
  - Douala (consulat)
  - Garoua (consulat)
- République centrafricaine
  - Bangui (ambassade)
- Côte d'Ivoire
  - Abidjan (ambassade)
- République du Congo
  - Brazzaville (ambassade)
- République démocratique du Congo
  - Kinshasa (ambassade)
- Égypte
  - Le Caire (ambassade)
- Éthiopie
  - Addis-Abeba (ambassade)
- Gabon
  - Libreville (ambassade)
- Guinée équatoriale
  - Malabo (ambassade)
- Libye
  - Tripoli (ambassade)
- Mali
  - Bamako (ambassade)
- Maroc
  - Rabat (ambassade)
  - Dakhla (consulat général)
- Niger
  - Niamey (ambassade)
- Nigeria
  - Abuja (ambassade)
  - Maiduguri (consulat)
- Sénégal
  - Dakar (consulat général)
- Soudan
  - Khartoum (ambassade)
  - Al-Genaïna (consulat général)

## Amérique
- Canada
  - Ottawa (ambassade)
- États-Unis
  - Washington (ambassade)

## Asie
- Arabie saoudite
  - Riyad (ambassade)
  - Djeddah (consulat)
- Chine
  - Pékin (ambassade)
- Corée du Sud
  - Séoul (consulat général)
- Émirats arabes unis
  - Abou Dabi (ambassade)
  - Dubaï (consulat général)
- Inde
  - New Delhi (ambassade)
- Israël
  - Tel Aviv-Jaffa (ambassade)
- Koweït
  - Koweït ville (ambassade)
- Qatar
  - Doha (ambassade)
- Turquie
  - Ankara (ambassade)

## Europe
- Allemagne
  - Berlin (ambassade)
- Belgique
  - Bruxelles (ambassade)
- France
  - Paris (ambassade)
- Russie
  - Moscou (ambassade)
- Suisse
  - Genève (ambassade)

## Organisations internationales
- Addis-Abeba (mission permanente auprès de l'Union africaine)
- Union européenne
- Bruxelles (mission à l'Union européenne)
- ONU
- Genève (mission permanente à l'ONU et d'autres organisations internationales)
- New York (mission permanente à l'ONU)
- Paris (mission permanente à l'UNESCO)

## Galerie

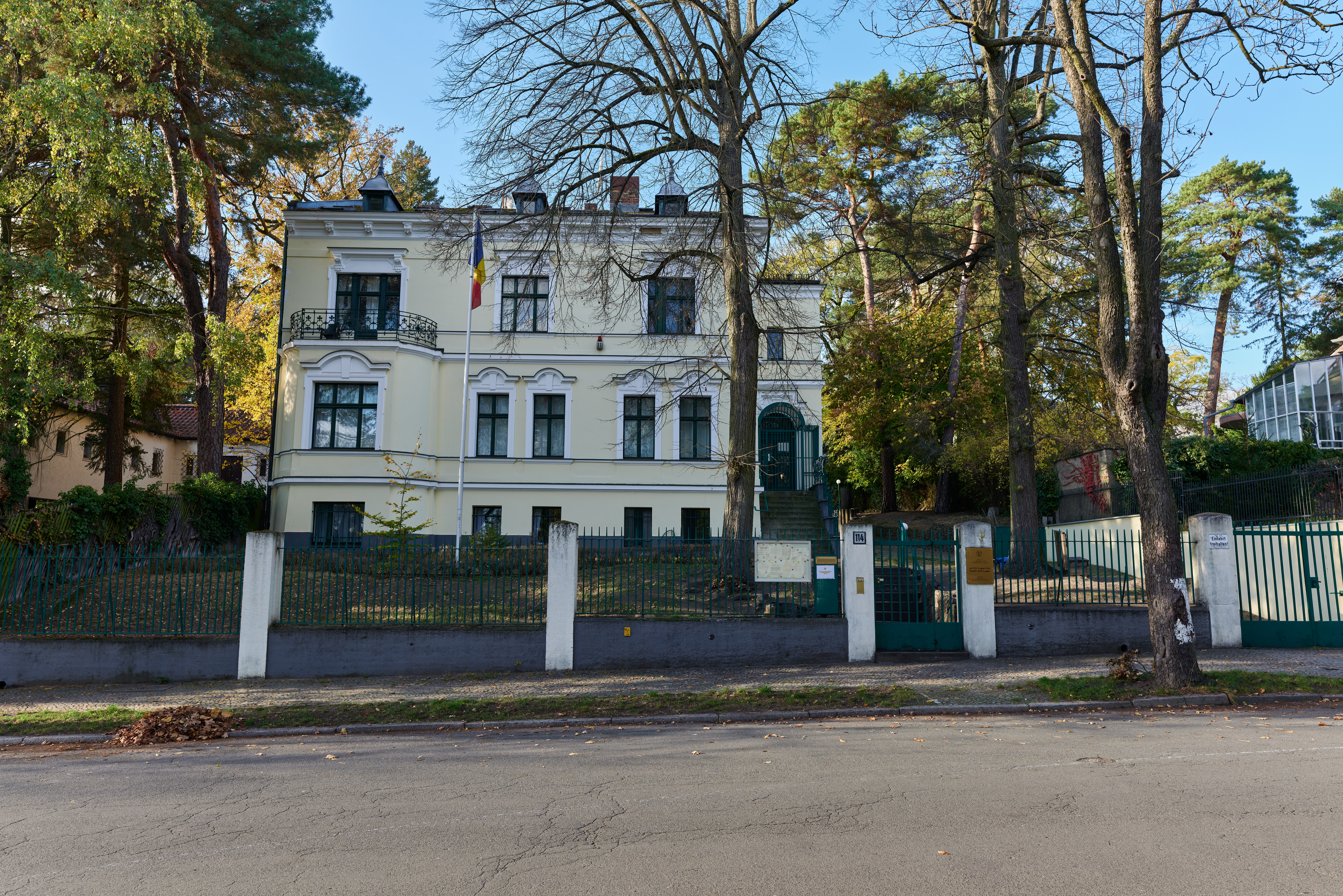
Ambassade à Berlin.
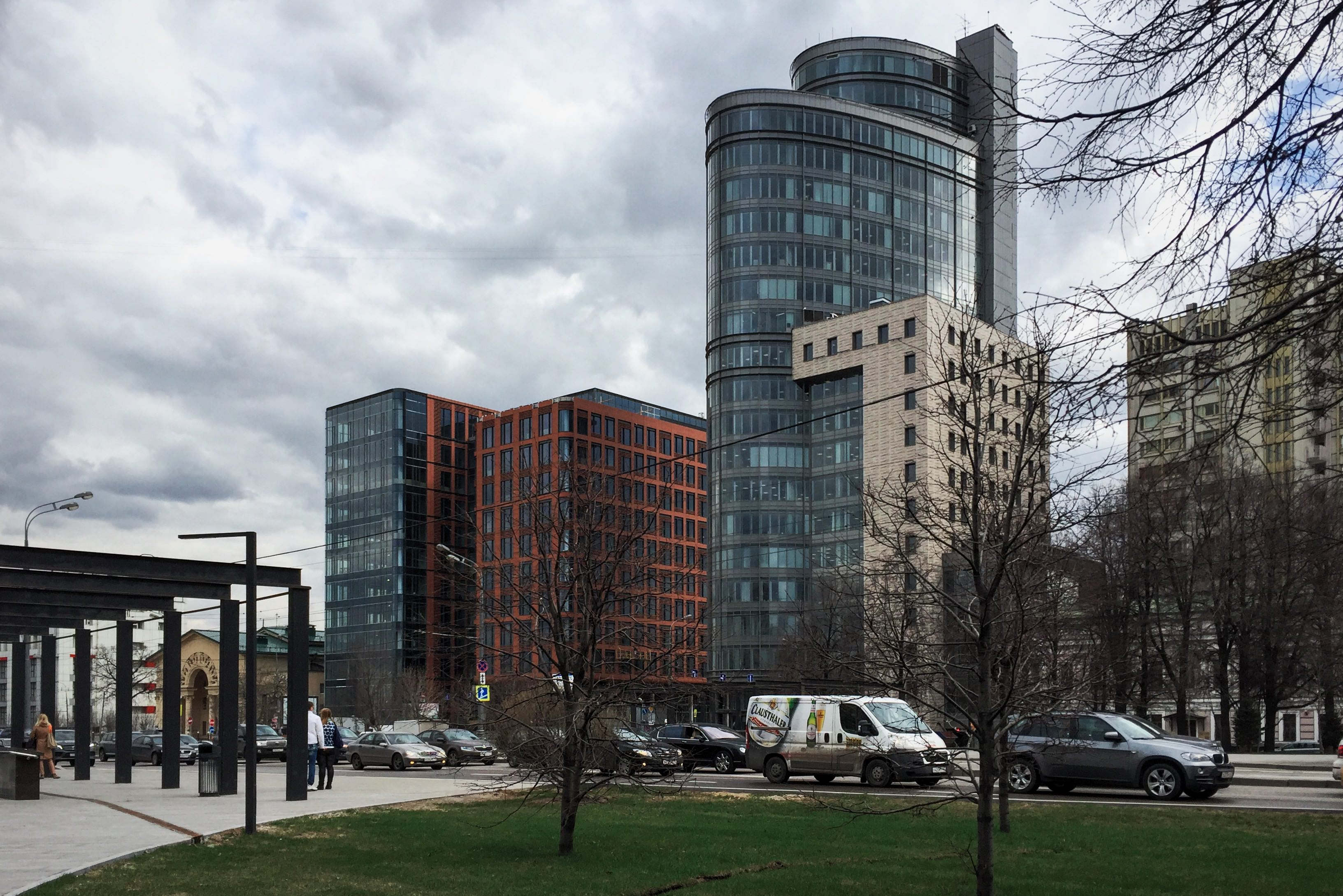
Ambassade à Moscou.
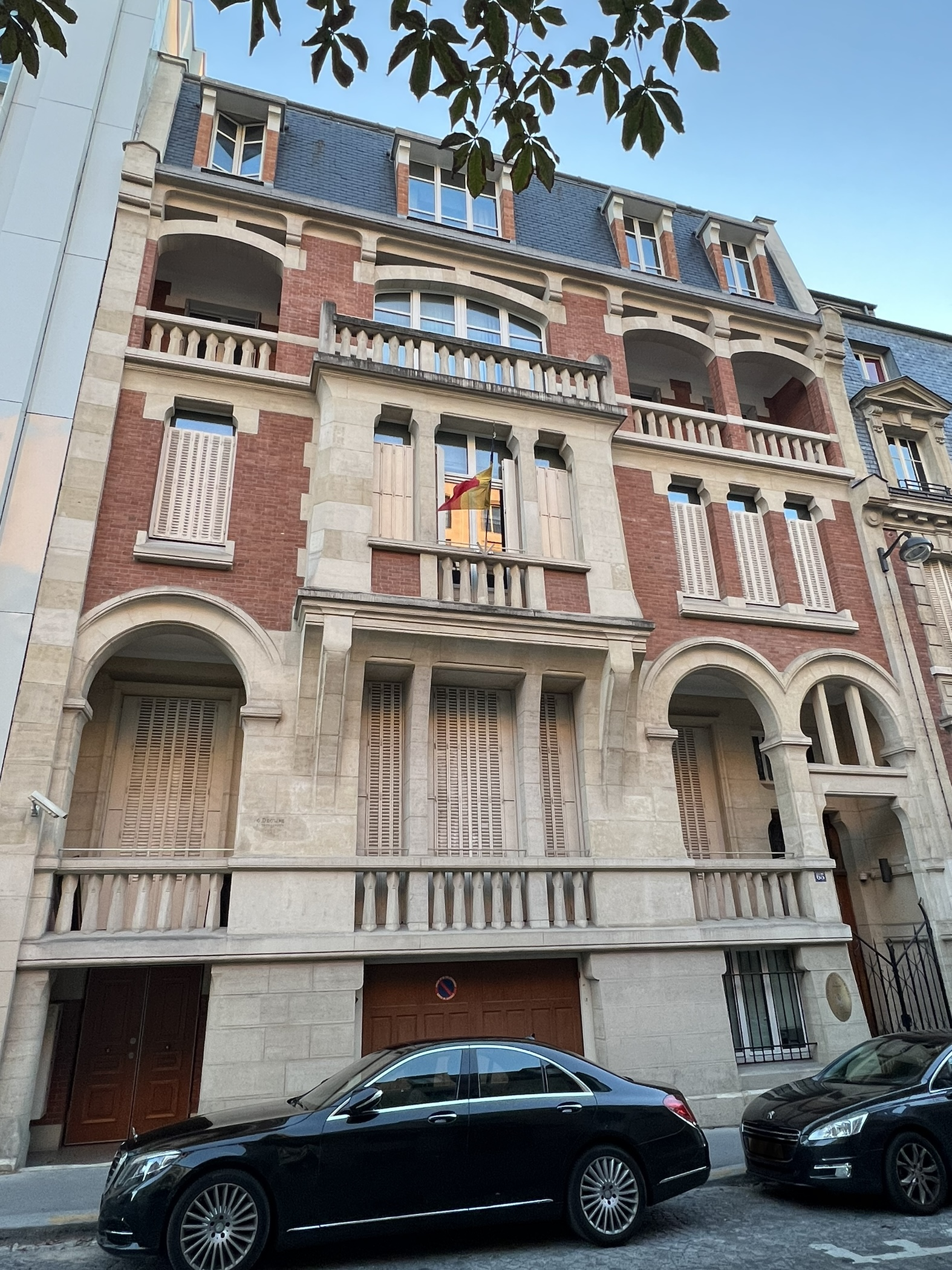
Ambassade à Paris.
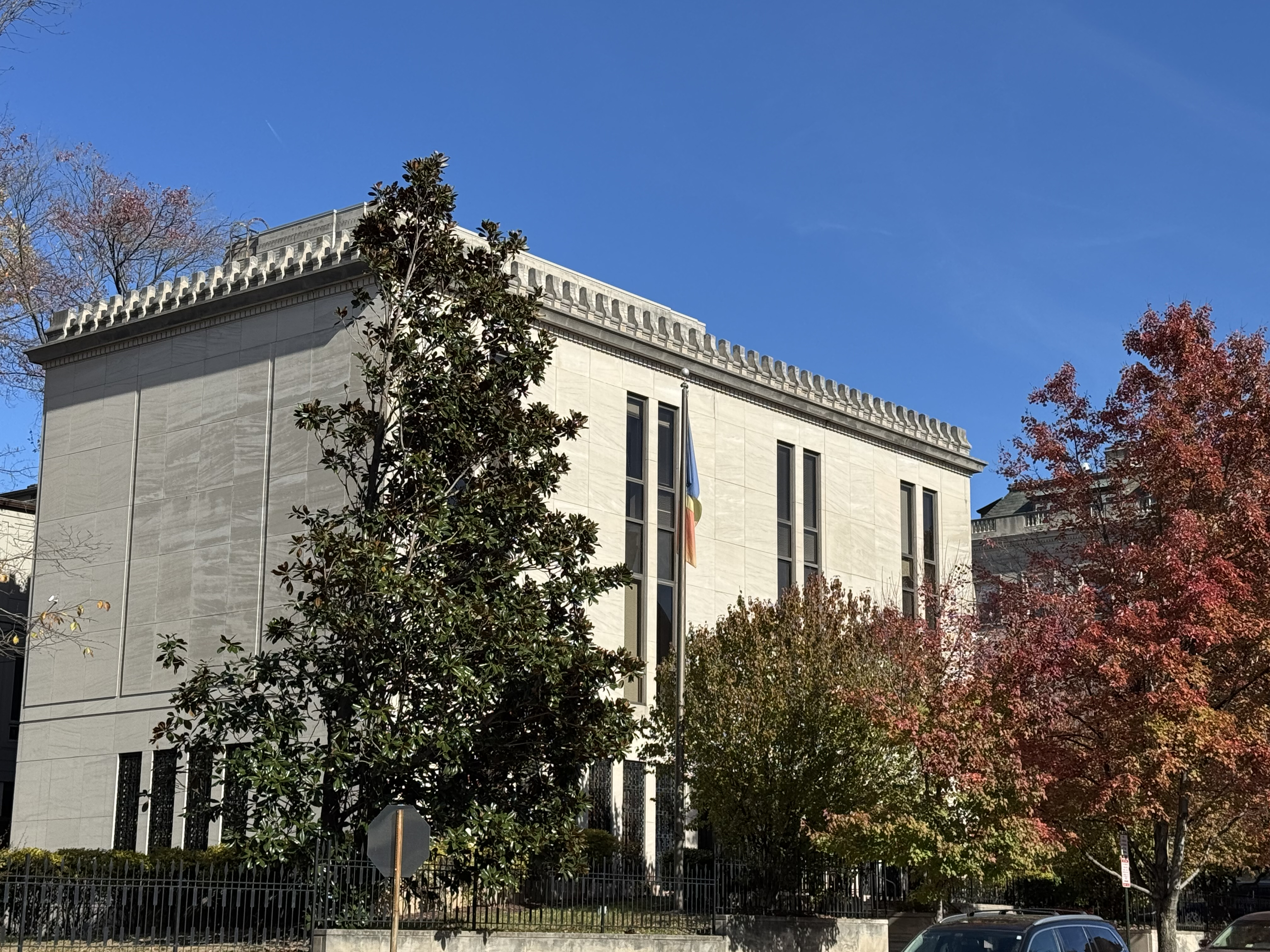
Ambassade à Washington.
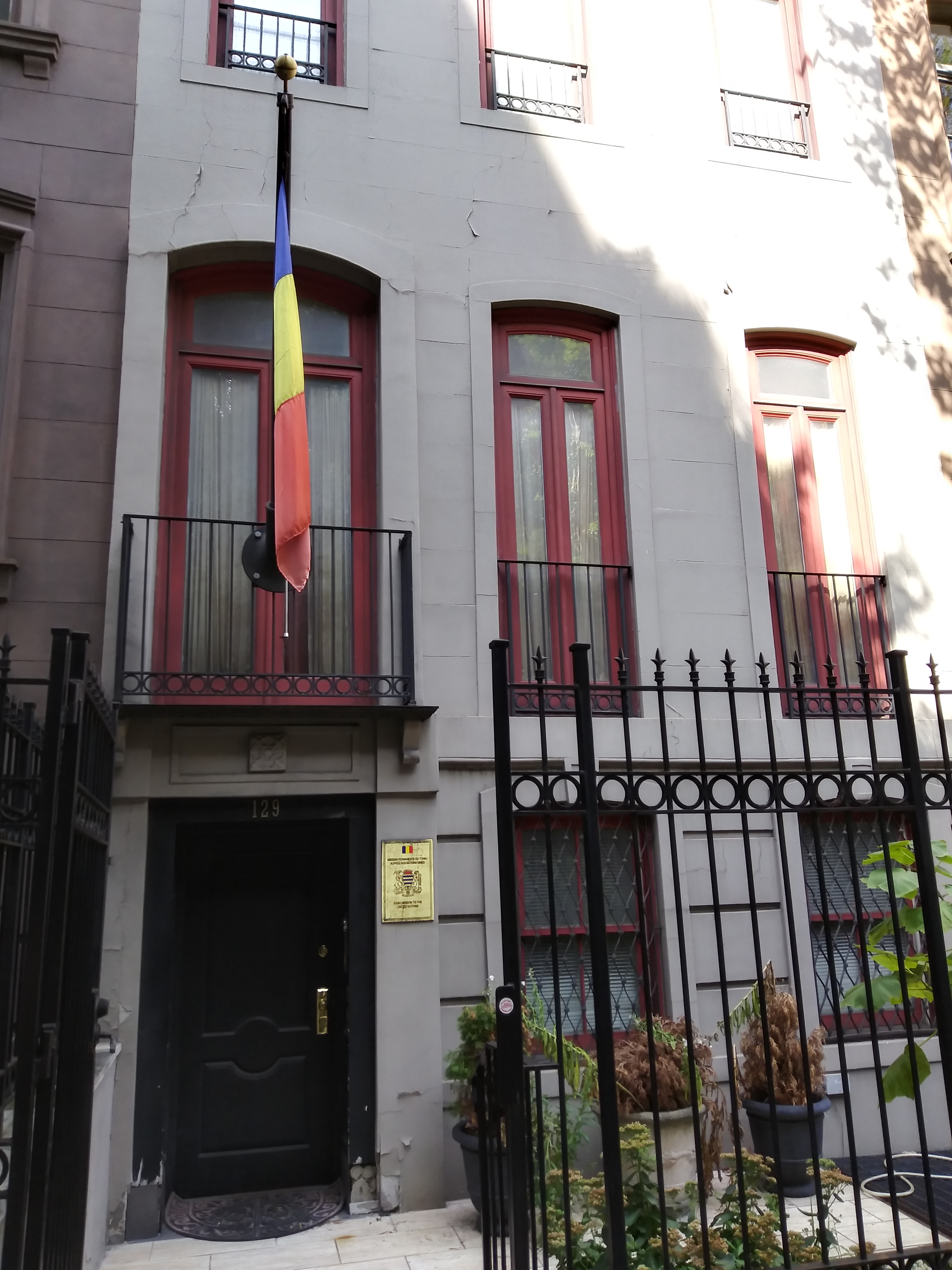
Mission permanente à l'ONU à New York.